# Celestus barbouri
Celestus barbouri là một loài thằn lằn trong họ Anguidae. Loài này được Grant mô tả khoa học đầu tiên năm 1940.